# Климат Краснодарского края
Климат Краснодарского края в целом характеризуется избытком солнечной радиации при умеренном увлажнении. Весомую лепту в климатические характеристики края вносят горные и предгорные регионы, занимающие его южную треть, влияющие на ветровой и осадочный режим, а также демонстрирующие ярко выраженную высотную поясность. Регион в целом расположен в зоне умеренного климата, но в Приазовье он также обнаруживает черты морского, а в Причерноморье — средиземноморского, особенно в зимний период. В северо-восточной части более выражена континентальность. Преобладает западный перенос воздушных масс. Климатический режим в течение года существенно меняется, метеорологические сезоны года, как правило, не совсем совпадают с календарными. Из-за значительной протяженности с севера на юг наблюдается определённая дифференциация, особенно заметная зимой. Средние летние температуры севера и юга в равнинной части области практически одинаковы. В горах Кавказа в это время ярко заметна высотная поясность. В то же время в январе-феврале эти значения расходятся многократно: от −4,5°С у границы с Ростовской областью до +8°С в Адлере, который имеет самую высокую среднегодовую температуру на его территории (+14,5 °С), что является максимальным показателем для Российской Федерации в целом. Впрочем, центральные районы области тоже далеко не каждый год демонстрируют температурный режим климатической зимы: это наглядно показывает климат Краснодара в последние десятилетия. Еще больше дифференцировано количество осадков, которые существенно деформируют горные системы: от 400 мм в северных лесостепях до более чем 3200 мм на южных склонах Кавказа.